# Dagne Alemu
Dagne Alemu (* 15. Oktober 1980 in Shewa) ist ein äthiopischer Langstreckenläufer.
2000 kam er bei den Crosslauf-Weltmeisterschaften über die Kurzdistanz auf Platz 14 und gewann mit der Mannschaft Silber. Bei den Olympischen Spielen in Sydney wurde er über 5000 m Sechster.
Im darauffolgenden Jahr belegte er bei den Crosslauf-Weltmeisterschaften auf der Kurzstrecke den 13. Platz und holte sich mit der Mannschaft Bronze.

## Persönliche Bestzeiten
- 3000 m: 7:47,52 min, 28. Juni 2000, Athen
- 5000 m: 13:07,73 min, 25. Juni 2000, Nürnberg